# Mauléon-d'Armagnac
Mauléon-d'Armagnac é uma comuna francesa na região administrativa de Occitânia, no departamento de Gers. Estende-se por uma área de 35,13 km². Em 2010 a comuna tinha 275 habitantes (densidade: 7,8 hab./km²).